# ناثانيل أوبراين
ناثانيل أوبراين هو سباح كندي، ولد في 3 مارس 1983 في بالفيو في الولايات المتحدة.

## روابط خارجية
- ناثانيل أوبراين على موقع أوليمبيديا (الإنجليزية)